# Seagull Camera

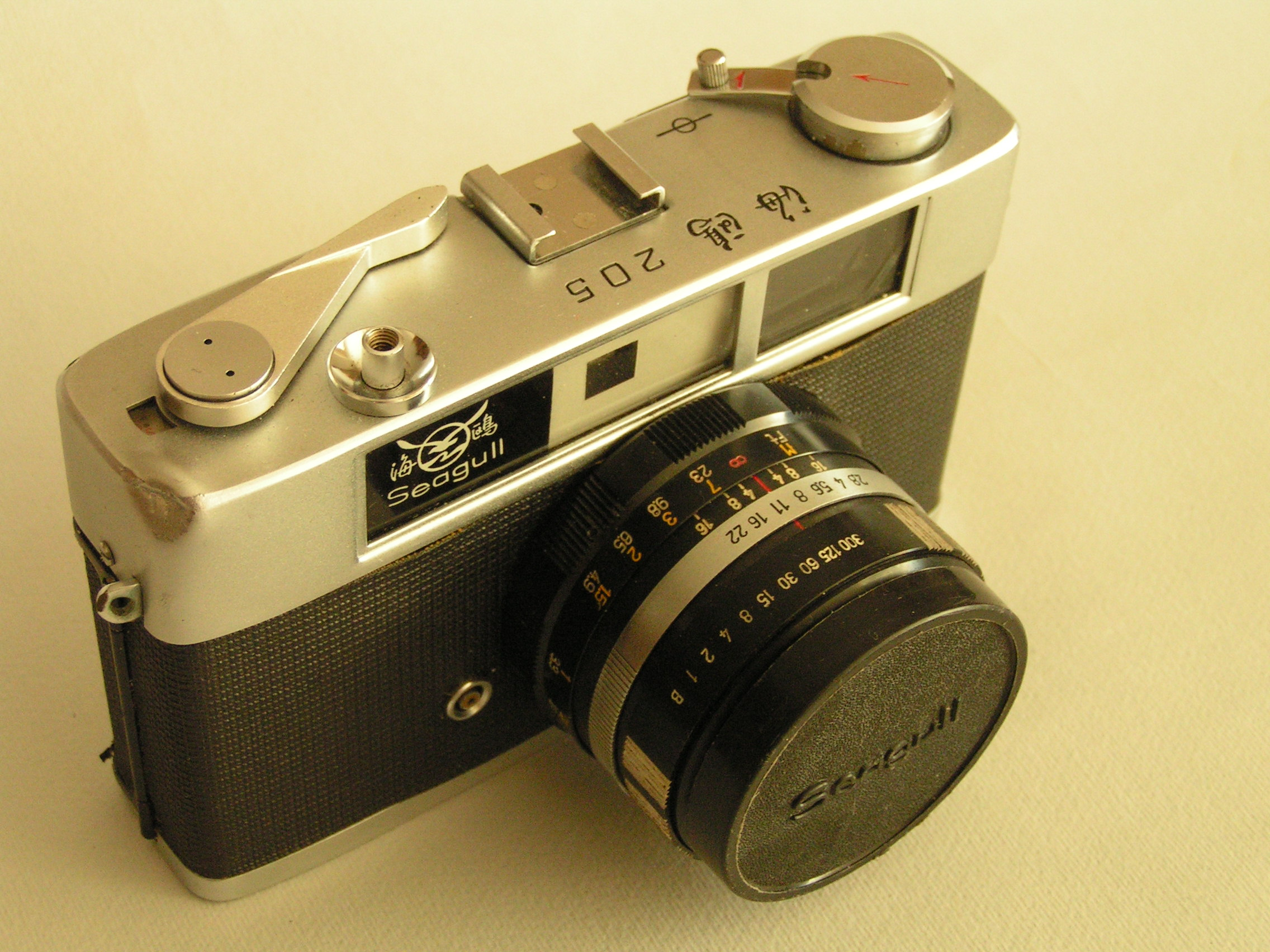
Seagull 205

Die Shanghai Seagull Camera Co.,ltd. ist ein chinesischer Kamerahersteller aus Shanghai. Die Firma wurde 1958 gegründet. Das Firmenzeichen zeigt eine Möwe (englisch seagull).
Die Produktlinie umfasst u. a. Zweiäugige Spiegelreflexkameras, Großformatkameras, Nachtsichtgeräte sowie weiteres Fotozubehör.
2009 gehörte auch eine Fixfokus-Digitalkamera DS-5060S mit 5 Megapixel-Sensor zum Angebot.
Die ersten zweiäugigen Spiegelreflexkameras von Seagull waren Nachbauten der Rolleicord V. Später wurde zum Bau von Kleinbild-Spiegelreflexkameras mit manuellem Fokus eine Lizenz von Minolta erworben zur Verwendung des Minolta SR-Bajonetts

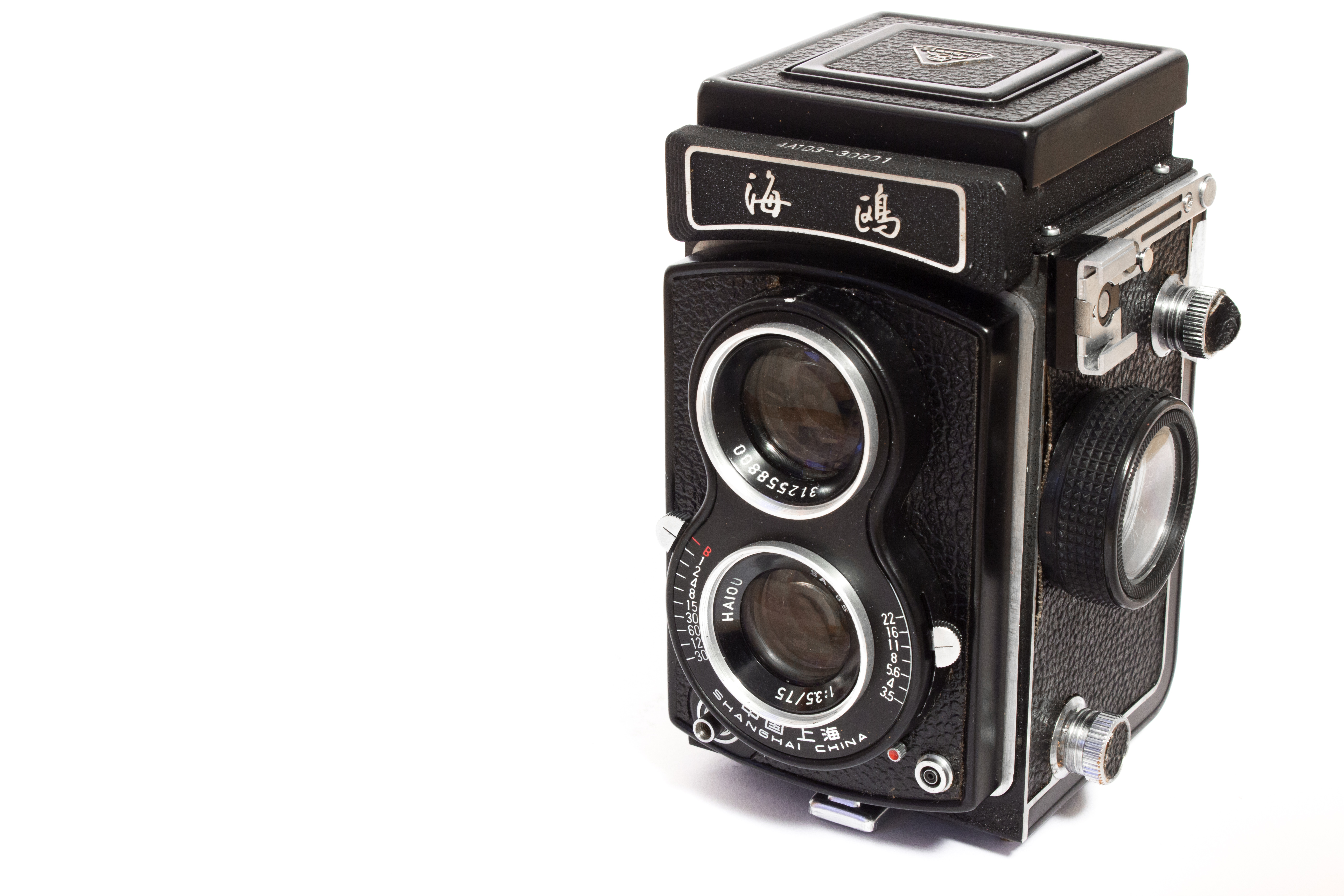
Seagull 4A 103
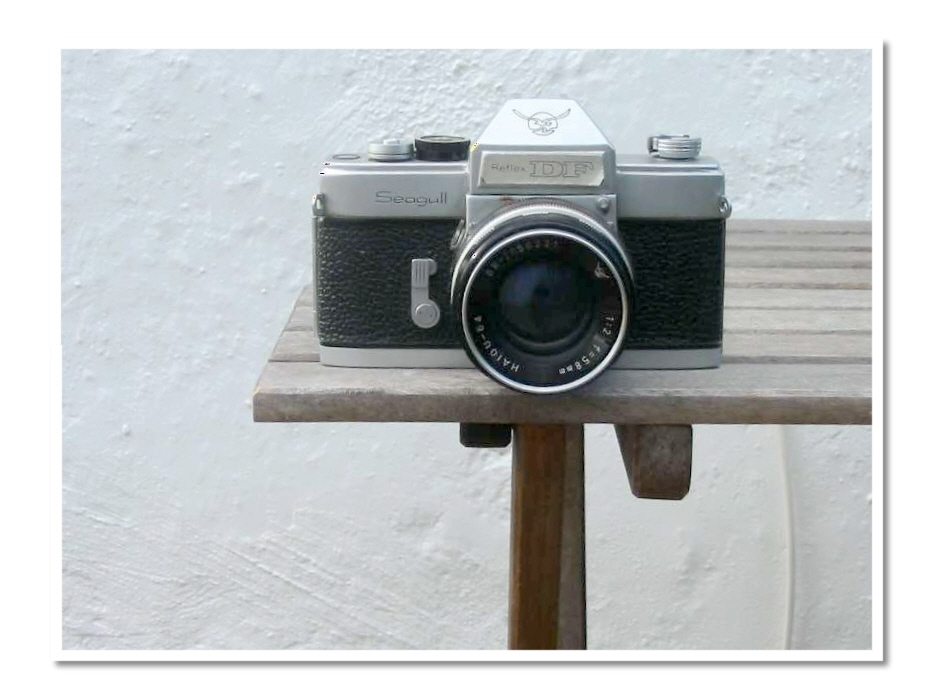
Seagull Minolta Kleinbild-Spiegelreflex
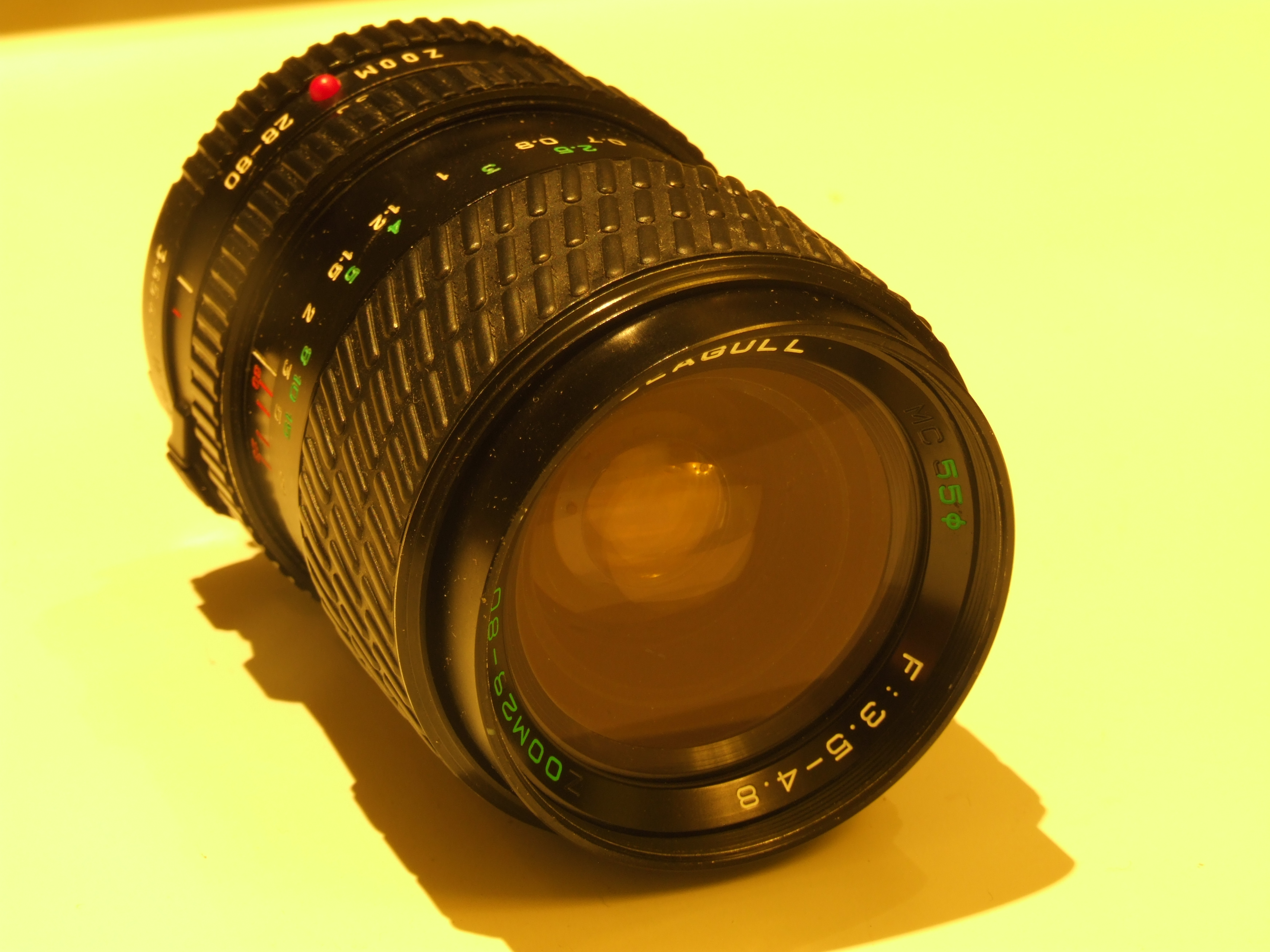
Seagull Zoomobjektiv